# Stazione di Capitignano
La stazione di Capitignano era una stazione ferroviaria posta lungo la ex ferrovia L'Aquila-Capitignano, era a servizio del comune del Capitignano.

## Storia
La stazione fu aperta nel 1922, al completamento dell'intera linea della ferrovia L'Aquila-Capitignano. Fu chiusa nel 1935 insieme all'intera linea.
Era anche in progetto di collegare Teramo con la linea Giulianova-Teramo e con Roma sulla Roma-Pescara la cui stazione di partenza doveva essere a Carsoli, ma il progetto non fu mai realizzato.